# Tuckerellidae
Famille
Les Tuckerellidae sont une famille d'acariens de l'ordre des Trombidiformes.
La famille ne compte qu'un seul genre, Tuckerella, qui compte également des espèces fossiles.

## Publication originale
- (en) Edward W. Baker et A. Earl Pritchard, « The Family Categories of Tetranychoid Mites, with a Review of the New Families Linotetranidae and Tuckerellidae », Annals of the Entomological Society of America, College Park, Société d'entomologie d'Amérique et OUP, vol. 46, no 2,‎ 1er juin 1953, p. 243-258 (ISSN 0013-8746 et 1938-2901, OCLC 1145791, DOI 10.1093/AESA/46.2.243).